# August Christian Mohr

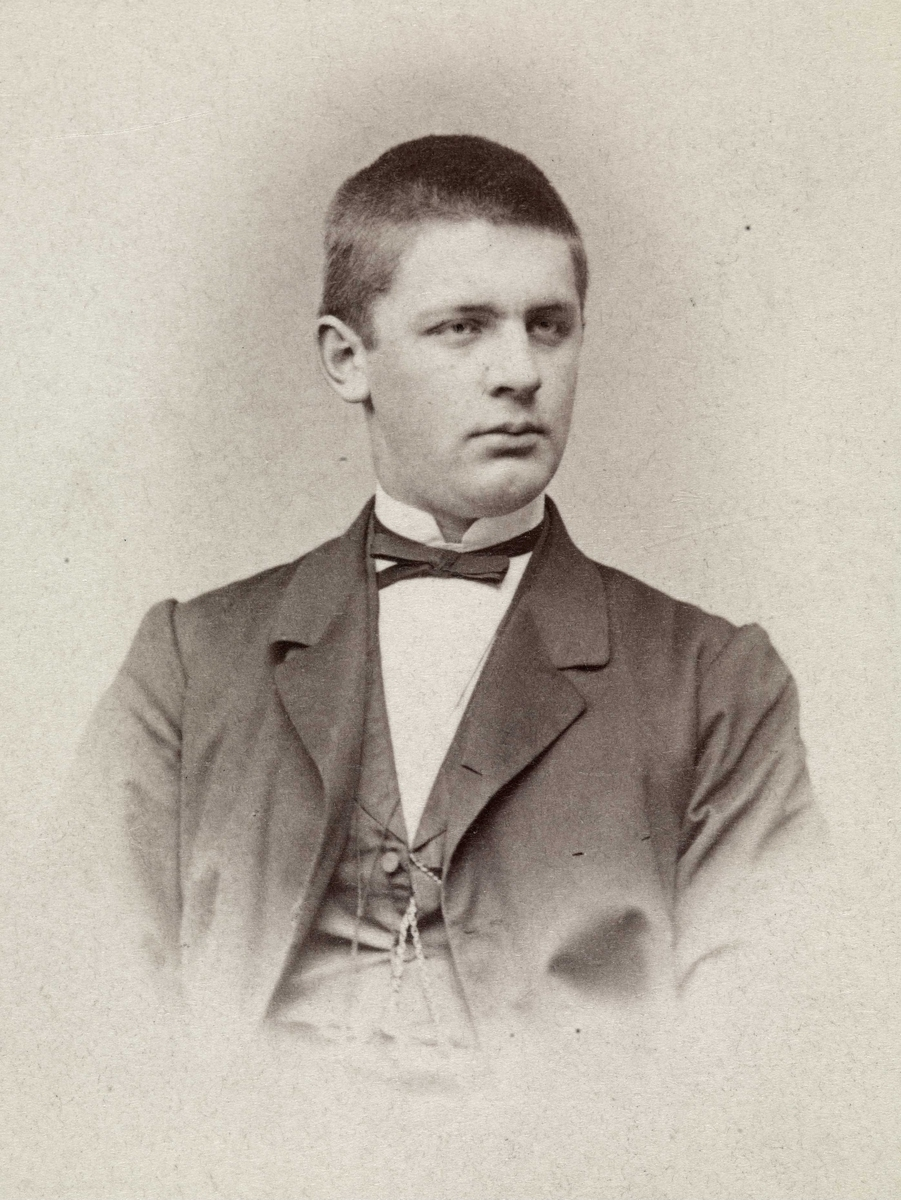
August Christian Mohr

August Christian Mohr, född 10 augusti 1847 i Bergen, död 4 oktober 1918, var en norsk ämbetsman. Han var bror till Conrad Mohr.
Mohr blev juris kandidat 1870 och filosofie doktor 1872 i Heidelberg. Han var byråchef i Statistisk sentralbyrå 1882–1903. År 1886 utnämndes han till kammarherre. Han var norsk generalkommissarie vid Stockholmsutställningen 1897 och ledamot av kommittén för utställningen i Kristiania 1914. Han var medlem av konsulatkommittén 1891 och ordförande i statens kröningskommitté 1906. Han var hög frimurare och ledde från 1903 centraladministrationen för de norska frimurarlogerna.